# Кайнов, Борис Петрович
```
2003 года
```

Бори́с Петро́вич Кайно́в (род. 26 ноября 1956, Урень, Горьковская область) — советский и российский театральный деятель. Директор Нижегородского государственного академического театра драмы им. М. Горького с 2003 года, Заслуженный работник культуры Российской Федерации (2007), Лауреат премии города Нижнего Новгорода. Член Профессиональной гильдии театральных менеджеров России.

## Биография
Родился 26 ноября 1956 года в г. Урень Нижегородской области.
Трудовую деятельность в области культуры начал в 1973 году руководителем детского коллектива театра кукол в Уренском районном Доме культуры. 
В 1979 году поступил в Горьковское театральное училище, в 1982 году приглашен в Горьковский академический театр драмы им. М. Горького, на должность главного администратора, в 1983 году, окончил Горьковское театральное училище. 
1 января 2003 года назначен на должность директора театра. 
В 2007 году окончил Нижегородский филиал Московского Университета Российской Академии образования. Присуждена квалификация «Культуролог» по специальности «Культурология», специализация — менеджмент в сфере культуры.
В марте 2022 года подписал обращение в поддержку военного вторжения России на Украину (2022).

## Награды и премии
Награждён нагрудным Знаком Министерства культуры РФ «За достижения в культуре» (2003), Именной Почетный нагрудный знак «Государственный музей А. М. Горького»(2011), Медаль МВД России «200 лет МВД России» (2002), Юбилейная медаль «65 лет Победы в Великой Отечественной войне 1941—1945 гг.»Юбилейная медаль «65 лет Победы в Великой Отечественной войне 1941—1945 гг.»#cite note-1, Медаль отличника «Эффективное управление кадрами» (2008), Почетный диплом Губернатора Нижегородской области «За большой вклад в развитие театрального искусства Нижегородской области» (2005), Благодарственное письмо Правительства Нижегородской области (2012), Почетная грамота Законодательного собрания Нижегородской области (1999), Почётная грамота РАО «За вклад в развитие системы охраны авторских прав» (Москва 2009), Почетная грамота Администрации Нижегородского р-на г. Н. Новгорода (2006, 2008). Благодарственное письмо от «Ассоциации семей военнослужащих» (2005).
В 2007 году Указом Президента Российской Федерации присвоено почётное звание «Заслуженный работник культуры Российской Федерации», Лауреат премии имени Н.И. Собольщикова-Самарина (2016).
В 2017 году удостоен Благодарности Президента Российской Федерации за заслуги в развитии культуры, искусства и многолетнюю плодотворную деятельность.